# Esplanade du Champ de Mars (Lille)
L’Esplanade du Champ de Mars de Lille, couramment dénommée l’Esplanade est une grande place de la commune de Lille, dans le département français du Nord.
Ce vaste espace entre la Citadelle et le quartier du Vieux-Lille a été réaménagé de 2015 à 2017.

## Situation et accès
L’esplanade est la partie est de la couronne de la Citadelle, espace limité par le canal de la Moyenne-Deûle à l'est et la Citadelle à l'ouest.

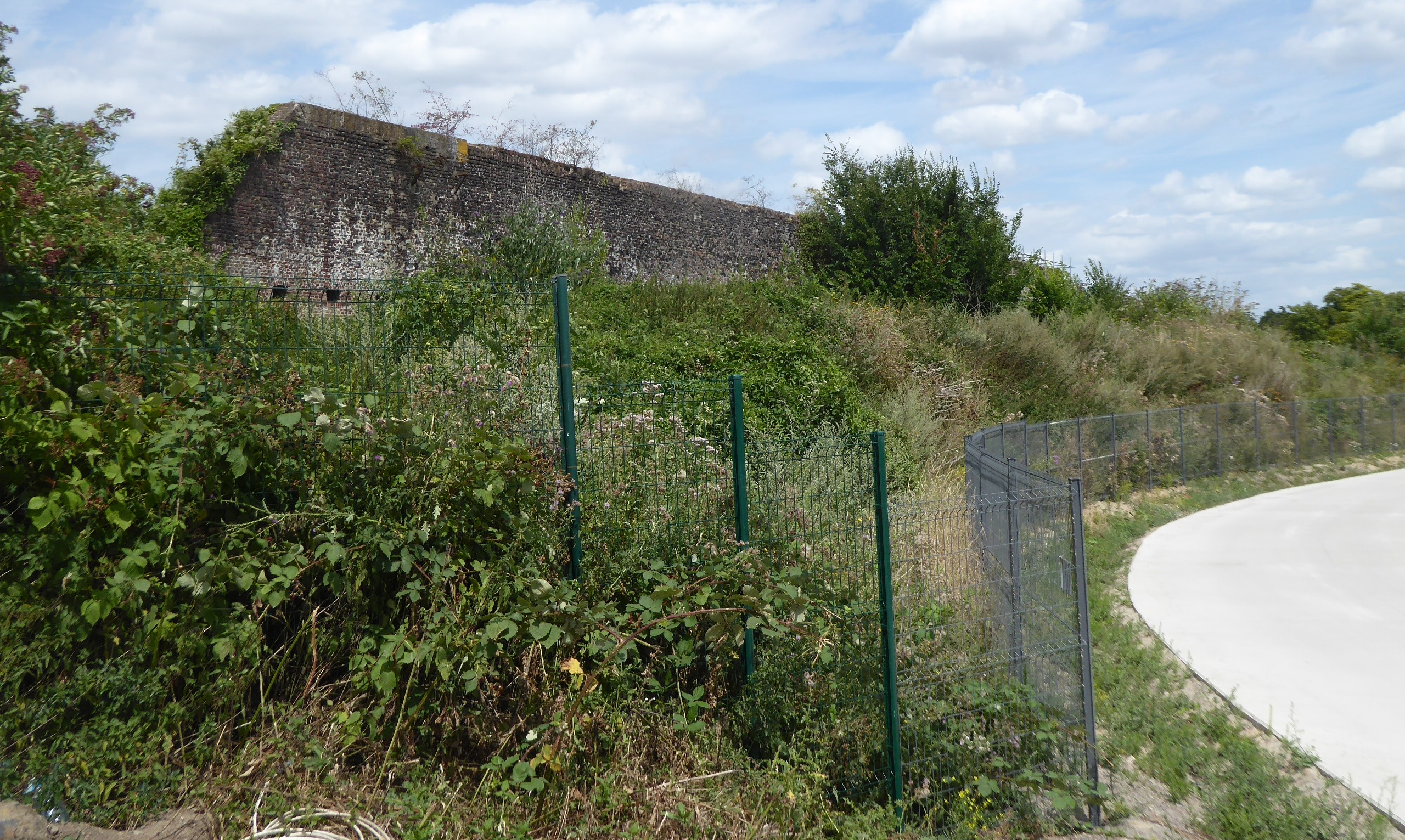
Mur d'en bas

L’Esplanade du Champ de Mars est comprise entre la Citadelle à l’ouest, l'ancien mur de communication au nord, mur d’en bas, dont il reste des vestiges, la Façade de l’Esplanade, limite du quartier du Vieux-Lille à l’est et l’avenue du 43e Régiment d’Infanterie dans l’axe du boulevard de la Liberté et du pont de la Citadelle. Cet espace était compris jusqu’en 1860 à l’intérieur des fortifications.
L’esplanade a été étendue dans les années 1860-1870 à l’ensemble de l’espace de servitudes militaires au sud de la Citadelle au-delà de l’enceinte de Vauban jusqu’à la Deûle dont le cours était situé au sud de l’actuel Jardin Vauban. Ce territoire a fait l’objet d’importants aménagements à cette époque auxquels les autorités militaires ne se sont pas opposées : modification du cours de la Haute-Deûle à son tracé actuel, suppression du faubourg de la Barre, création du jardin Vauban, des promenades du Bois de Boulogne et des bassins du Port Vauban (disparu en 1983).
Par la suite, le territoire de l’Esplanade est revenu à celui de l’époque de Vauban soit 21 hectares.

## Historique

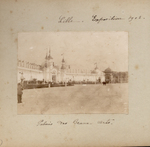
Exposition de 1902

L’Esplanade résulte des transformations de la ville par Vauban en 1670 : extension de la ville au nouveau quartier royal créé au nord de la ville et construction de la Citadelle.
L’espace à l’intérieur de l’enceinte agrandie, entre ce nouveau quartier et la Citadelle était limité par deux murs de communications reliant la Citadelle aux fortifications au nord et au sud. Le mur du sud ou mur d'en haut a disparu avec la démolition de la partie des fortifications de Vauban entre la porte de la Barre et la Noble Tour à la suite de l’agrandissement de 1858. Il reste un vestige du mur du nord, mur d’en bas, rehaussé au XIXe siècle pour des exercices de tir. Le réaménagement de 2017 a mis en valeur ce mur sans supprimer cependant ce rehaussement.
La porte de Dunkerque également nommée porte de la Barre était percée dans le mur du Sud. Cette porte détruite vers 1860 donnait accès à la route qui desservait le faubourg de la Barre (presque entièrement disparu dans les travaux des années 1860 de l'agrandissement de 1858) et se prolongeait en direction d'Armentières et de Dunkerque.
Des rangées d’arbres ont été plantées le long de la façade de l’esplanade dès l’époque de Vauban.
L’esplanade était à l’origine un terrain d’exercices militaires et, en même temps, un lieu de rassemblements populaires. De grandes expositions y ont été organisées en 1902 et 1920.
Avant l’agrandissement de Lille décidé en 1858, c’était le seul espace libre important à l’intérieur d’une ville enfermée dans une enceinte étroite. La Grand' Place est nettement plus petite et, à l’autre extrémité de la ville, la place du Réduit était très exiguë.
Le canal de la Moyenne-Deûle fut ouvert en 1750 le long de la façade de l’Esplanade.
L’esplanade était une zone de servitude militaire où toute construction permanente était interdite.
L’emprise militaire s’est progressivement affaiblie au XIXe siècle car l’espace était devenu trop restreint pour les manœuvres. De plus, les militaires partageaient à partir de la fin du XIXe siècle les doutes sur l’efficacité de l’esplanade pour la défense de la ville
La foire de Lille devenue ensuite la foire aux manèges occupe une partie de l’Esplanade depuis 1836.
Le reste de l'esplanade était devenu à partir des années 1960 un parking sauvage.

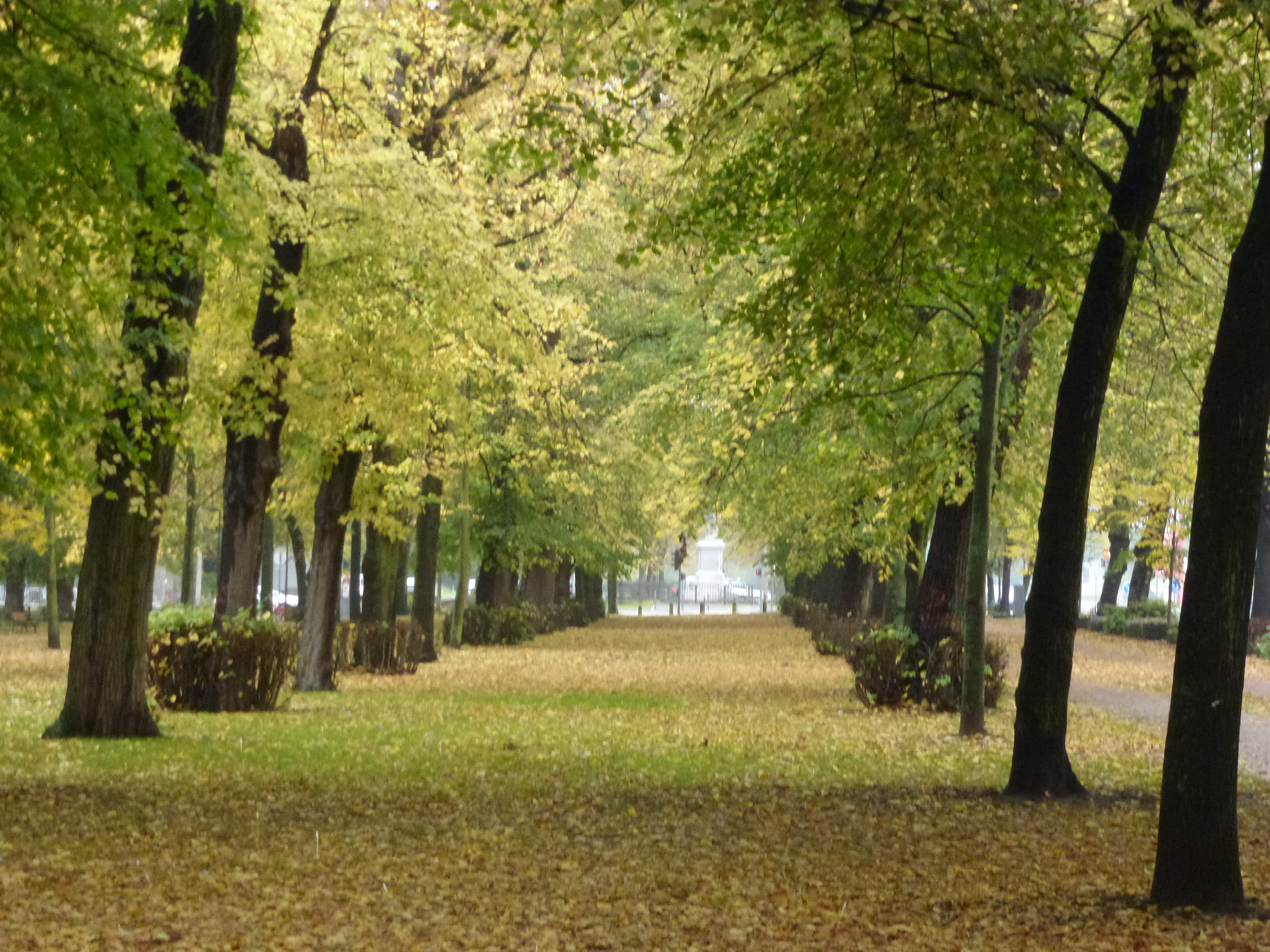
L'esplanade et ses alignements de tilleuls
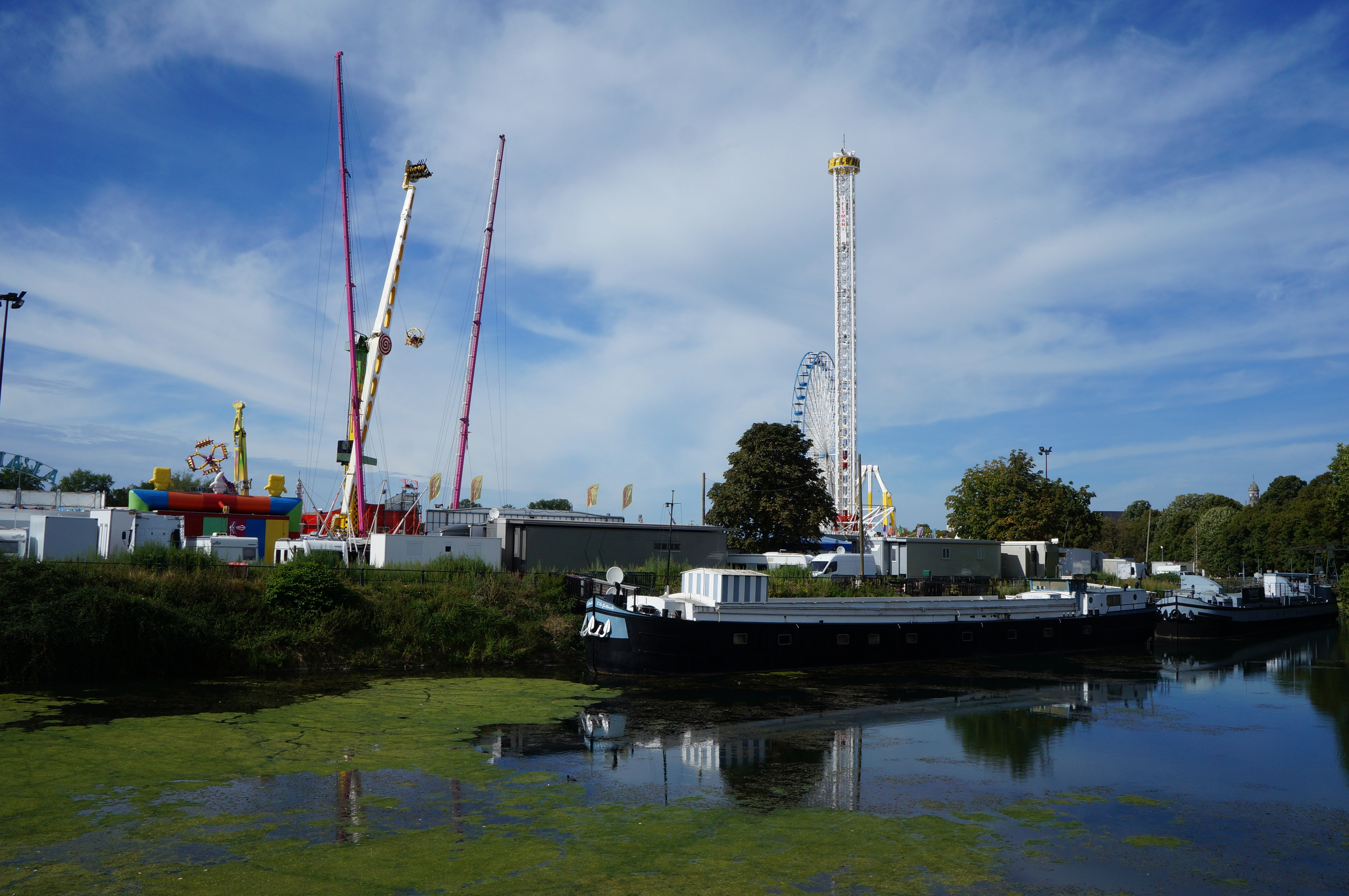
La foire aux manèges sur l'esplanade
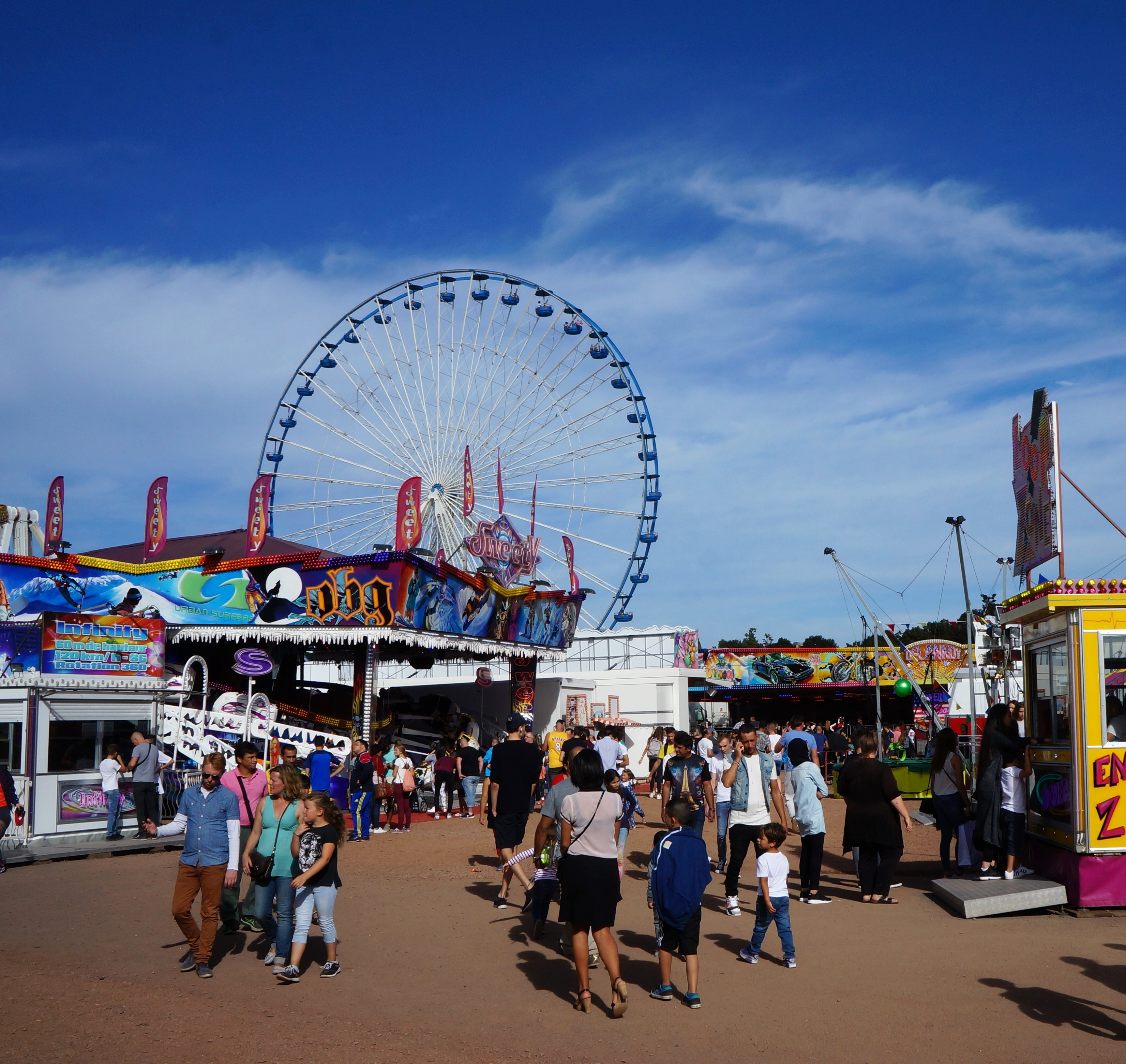
la foire aux manèges
Cirque Arlette Gruss sur l'Esplanade. Au premier plan le canal.

## Le réaménagement de l’esplanade
L’esplanade a été réaménagée de 2015 à 2017 pour organiser le stationnement et réaliser des promenades au bord du canal.
Deux parkings, au nord et au sud, entourant l’espace réservé aux manèges et au cirque sont créés pour un total de 1 000 places.
Le bord du canal est aménagé en promenade piétons-vélos se prolongeant autour de la Citadelle.
À l'issue de ces travaux, l’esplanade est répartie en deux espaces de stationnement au nord et au sud, de part et d'autre de la foire aux manèges, au total 3,7 ha, 5,7 ha pour les foires et les manèges et 6,5 de glacis,.